# Тиха дівчинка
«Тиха дівчинка» (ірл. An Cailín Ciúin; англ. The Quiet Girl) — ірландський художній фільм режисера Колма Бареда, головну роль у якому зіграла Кетрін Клінч. Прем'єра відбулася 11 лютого 2022 року на 72-му Берлінському кінофестивалі. Фільм став першою ірландськомовною стрічкою, номінованою на «Оскар».

## Сюжет
Ірландське село. 1981 рік. Дев’ятирічну мовчазну дівчинку з неблагополучної сім’ї відправляють пожити на літо до далеких родичів. Вона розквітає і відкриває для себе інше життя, але оскільки в новому домі не має бути таємниць, один секрет невдовзі випливає на поверхню.

## У ролях
| Актор           | Роль           |
| --------------- | -------------- |
| Кетрін Клінч    | Кат            |
| Керрі Кроулі    | Ейлін Кінселла |
| Ендрю Беннетт   | Шон Кінселла   |
| Майкл Патрік    | Тато           |
| Кейт Нік Хуніні | Мама           |

## Прем'єра і критика
Прем'єра картини відбулася 11 лютого 2022 року на Берлінському кінофестивалі. «Тиха дівчинка» отримала «Кришталевого ведмедя» від міжнародного журі ц спеціальну згадку від дитячого журі. Її охарактеризували як «фільм з делікатною історією, повною подробиць про дитинство, горе й відновлення сім'ї. Дуже сильна розповідь поєднується з приголомшливою кінематографією. Звук і зображення створюють унікальну атмосферу».
Пізніше «Тиху дівчинку» показали на кінофестивалях у Дубліні та Глазго. 12 травня 2022 року розпочався її театральний прокат в Ірландії. Стрічка отримала 11 номінацій на Ірландську кіно- й телепремію (IFTAs) і перемогла в семи з них. У січні 2023 року фільм номіновано на «Оскар». На Rotten Tomatoes рейтинг «Тихої дівчинки» становить 100 %.